# Бетел-Гайтс (Арканзас)
Бетел-Гайтс (англ. Bethel Heights) — місто (англ. city) в США, в окрузі Бентон штату Арканзас. Населення — 3015 осіб (2020).

## Географія
Бетел-Гайтс розташований на висоті 411 метрів над рівнем моря за координатами 36°13′12″ пн. ш. 94°6′59″ зх. д. / 36.22000° пн. ш. 94.11639° зх. д. (36.220085, -94.116318).  За даними Бюро перепису населення США в 2010 році місто мало площу 6,19 км², з яких 6,15 км² — суходіл та 0,04 км² — водойми. В 2017 році площа становила 5,75 км², з яких 5,72 км² — суходіл та 0,04 км² — водойми.

## Демографія
Згідно з переписом 2010 року, у місті мешкали 2372 особи в 658 домогосподарствах у складі 558 родин. Густота населення становила 383 особи/км².  Було 742 помешкання (120/км²). 
Расовий склад населення:
| - 61,6 % — білих - 8,3 % — вихідців з тихоокеанських островів - 3,0 % — азіатів - 1,9 % — чорних або афроамериканців - 1,4 % — корінних американців - 21,6 % — осіб інших рас |

До двох чи більше рас належало 2,2 %. Іспаномовні складали 34,7 % від усіх жителів.
За віковим діапазоном населення розподілялося таким чином: 35,9 % — особи молодші 18 років, 58,8 % — особи у віці 18—64 років, 5,3 % — особи у віці 65 років та старші. Медіана віку мешканця становила 27,5 року. На 100 осіб жіночої статі у місті припадало 94,4 чоловіків;  на 100 жінок у віці від 18 років та старших — 95,3 чоловіків також старших 18 років.
Середній дохід на одне домашнє господарство  становив 66 850 доларів США (медіана — 52 426), а середній дохід на одну сім'ю — 65 654 долари (медіана — 49 464). За межею бідності перебувало 18,5 % осіб, у тому числі 29,7 % дітей у віці до 18 років та 4,8 % осіб у віці 65 років та старших.
Цивільне працевлаштоване населення становило 1214 особи. Основні галузі зайнятості: виробництво — 24,6 %, роздрібна торгівля — 21,3 %, транспорт — 11,9 %, фінанси, страхування та нерухомість — 10,6 %.
За даними перепису населення 2000 року в місті проживало 714 осіб, 211 сімей, налічувалося 251 домашнє господарство і 261 житловий будинок. Середня густота населення становила близько 110 осіб на один квадратний кілометр. Расовий склад за даними перепису розподілився таким чином: 92,16% білих, 1,54% — корінних американців, 2,52% — азіатів, 1,96% — представників змішаних рас, 1,82% — інших народів. Іспаномовні склали 3,36% від усіх жителів міста.
З 251 домашніх господарств в 42,6% — виховували дітей віком до 18 років, 78,1% представляли собою подружні пари, які спільно проживають, в 3,2% сімей жінки проживали без чоловіків, 15,9% не мали сімей. 13,9% від загального числа сімей на момент перепису жили самостійно, при цьому 7,2% склали самотні літні люди у віці 65 років та старше. Середній розмір домашнього господарства склав 2,84 особи, а середній розмір родини — 3,10 особи.
Населення міста за віковим діапазоном за даними перепису 2000 року розподілилося таким чином: 28,6% — жителі молодше 18 років, 5,2% — між 18 і 24 роками, 31,0% — від 25 до 44 років, 24,2% — від 45 до 64 років і 11,1% — у віці 65 років та старше. Середній вік мешканців склав 35 років. На кожні 100 жінок в припадало 103,4 чоловіків, у віці від 18 років та старше — 103,2 чоловіків також старше 18 років.
Середній дохід на одне домашнє господарство в місті склав 48 750 доларів США, а середній дохід на одну сім'ю — 51 172 долара. При цьому чоловіки мали середній дохід в 33 438 доларів США на рік проти 26 625 доларів середньорічного доходу у жінок. Дохід на душу населення в місті склав 19 001 долар на рік. 1,9% від усього числа сімей в окрузі і 4,9% від усієї чисельності населення перебувало на момент перепису населення за межею бідності, при цьому 1,8% з них були молодші 18 років і 11,4% — у віці 65 років та старше.